# Sindrome di Peutz-Jeghers
La sindrome di Peutz-Jeghers (SPJ) è una rara malattia ereditaria, autosomica dominante.
È caratterizzata da:
- presenza di macchie iperpigmentate, più frequentemente alle labbra e sulla mucosa orale (melanosi)
- polipi benigni (amartomi) nel tratto gastrointestinale[1][2]
- aumentato rischio di cancro in diversi organi[3].

## Epidemiologia
Dal punto di vista epidemiologico, le informazioni sono poche perché sono pochi i pazienti portatori di tale sindrome; infatti, sono stati descritti non più di 300-400 casi a famiglia. Cercando di fare delle stime di autori che hanno accumulato le casistiche più grosse, si parla di circa 1 caso ogni 30 000 nati. Se consideriamo che in Italia abbiamo circa 500 000 nuovi nati, dovremmo attenderci 15-20 nuovi casi ogni anno in tutto il territorio nazionale.
La malattia è stata prevalentemente descritta nella popolazione caucasica, non si sa se esista anche in altre popolazioni, verificare questa ipotesi è molto difficile perché è estremamente difficile avere delle casistiche e statistiche attendibili.

## Eziologia
La sindrome di Peutz-Jeghers è dovuta a mutazioni nella linea germinale nel gene STK11/LKB1 (19p13.3) che codifica per un oncosoppressore,una serina-treonina chinasi. Nel 70% dei casi di sindrome di Peutz-Jeghers sono dimostrate mutazioni della linea germinale in STK11/LKB1, ma alcuni studi indicano che sia presente eterogeneità genetica e il coinvolgimento di altri loci.

## Storia
La sindrome viene descritta per la prima volta nel 1921 dal dottor Peutz, un medico olandese, che individuò la malattia in 3 fratelli.
Una cosa interessante è che i 3 pazienti oltre a presentare le classiche stigmate della malattia, presentavano anche polipi nasali, i quali successivamente non furono più riportati come elementi patognomonici della sindrome. In ogni caso questi polipi nasali furono segnalati da Peutz, ma successivamente riportati molto raramente nella SPJ.
Due membri della famiglia descritta nel lavoro originale di Peutz morirono per occlusione intestinale e questo è perfettamente in linea con la fisiopatogenesi della malattia e dei sintomi ad essa correlati. L'autore che studiò i 3 fratelli intuì già allora la natura ereditaria della malattia.
Jeghers, un genetista americano, riprese le osservazioni sulla sindrome nel 1942, aggiunse altri 10 casi e parlò per primo di una nuova entità clinica, mettendo insieme tutte le stigmate che abbiamo visto.
Nel 1949 su N Engl J Med vi è la prima descrizione completa della malattia.

## Manifestazioni cliniche

### Pigmentazioni cutanee e mucose
Le pigmentazioni attorno alla bocca sono assolutamente patognomoniche perché nei casi più classici si vede tutta la bocca circondata da queste macchie, che sono come i comuni nei, soltanto molto densi ed attorno agli orifizi; se si sollevano le labbra di solito si vedono le stesse macchie all'interno e se si sollevano le guance anche all'interno di esse. In alcuni casi è davvero una specie di bocca nera sia all'interno che all'esterno; certe volte queste stesse macchie si osservano anche nei piedi. 
Dal punto di vista istologico non sono nulla di particolare, nel senso che sono dei comuni nei, quindi accumuli di melanociti che non hanno di per sé nessuna caratteristica che li faccia distinguere da un neo comune. È proprio il loro modo di aggregarsi la cosa più caratteristica.

### Polipi
I polipi sono descritti in tutto il tratto gastroenterico di questi pazienti: possono esserci polipi dall'esofago fino al retto ma indubbiamente sono più frequenti nell'intestino tenue. Questo aspetto è di un certo interesse, perché in altre malattie caratterizzate dalla presenza di polipi (centinaia di polipi) certamente il tratto più colpito è il colon; ciò si spiega in quanto il colon è la parte più ricca di batteri e perciò di sostanze che possono stimolare la crescita intestinale. I vari metaboliti batterici possono indurre e stimolare la crescita, tanto è vero che il cancro del colon è una neoplasia molto frequente, mentre il cancro del tenue resta una malattia molto rara. 
Invece in questi pazienti i polipi del piccolo intestino sono molto più frequenti di quelli del grosso intestino e sono forse quelli che danno più problemi perché indubbiamente le occlusioni intestinali sono molto più facili da osservare per polipi del piccolo intestino che non per polipi del grosso intestino.
I polipi dal punto di vista istologico sono costituiti da tutti gli elementi della mucosa intestinale; dunque all'esame microscopico presentano fibrocellule muscolari, mucosa, sottomucosa, ghiandole. È come se la mucosa colon-rettale o intestinale si fosse riprodotta più volte con tutti gli stessi elementi ma senza elementi atipici; a differenza del polipo adenomatoso, dove è l'epitelio che si è pluristratificato, dove i nuclei sono più grandi, dove c'è displasia e quindi viene giustamente considerata una lesione preneoplastica anzi premaligna. Il polipo amartomatoso non ha nulla di tutto questo, è composto da tutti i costituenti del normale intestino che sono cresciuti varie volte. L'epitelio è infatti di tipo monostratificato. 
Alcune aree di polipi amartomatosi possono presentare strutture caratteristiche di adenomi o addirittura essere dei polipi interamente di tipo adenomatoso. Quindi è vero che la maggior parte dei polipi sono amartomatosi e quindi non neoplastici, ma è altrettanto vero che una parte dei polipi amartomatosi o degli altri polipi possono essere completamente adenomatosi e questo è importante perché in questi pazienti lo sviluppo di cancri non è una rarità, anzi è evento abbastanza frequente.